# Parafia Matki Bożej Pocieszenia w Bielsku-Białej
Parafia pw. Matki Bożej Pocieszenia w Bielsku-Białej – parafia rzymskokatolicka znajdująca się w Bielsku-Białej, w dzielnicy Straconka. Należy do Dekanatu Bielsko-Biała III – Wschód diecezji bielsko-żywieckiej. Erygowana w 1875. Jest prowadzona przez księży diecezjalnych.